# Metachrostis paurograpta
Metachrostis paurograpta là một loài bướm đêm trong họ Erebidae.